# フンボルト博物館

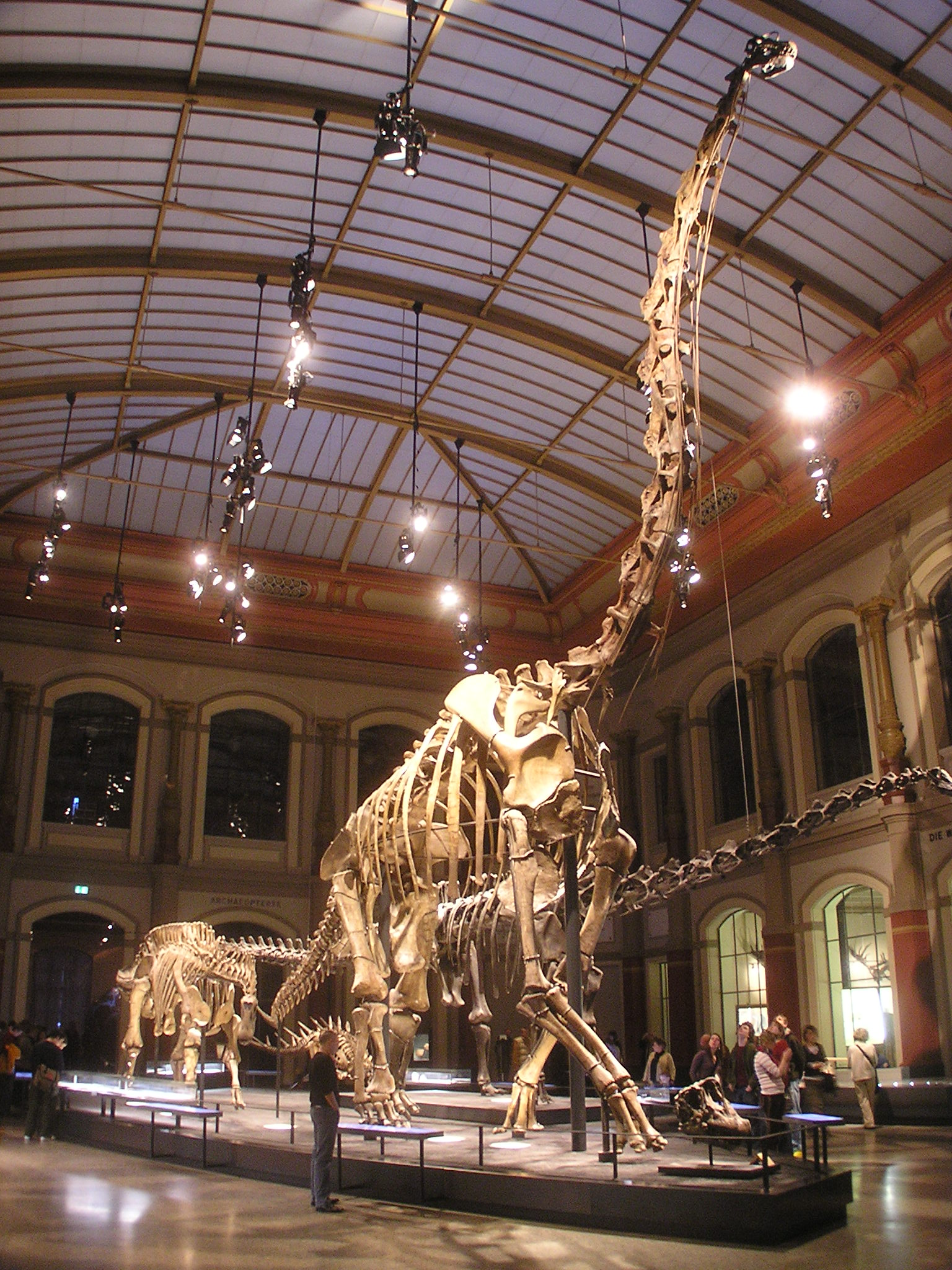
ブラキオサウルスの展示

フンボルト博物館（フンボルトはくぶつかん）は、ベルリンにあるドイツ最大の自然史博物館である。“Museum für Naturkunde”（自然博物館）の通称。近年までフンボルト大学ベルリンに付属の博物館であった。動物、古生物、鉱物標本を多数収蔵し、中でも始祖鳥、ブラキオサウルスの標本が有名。

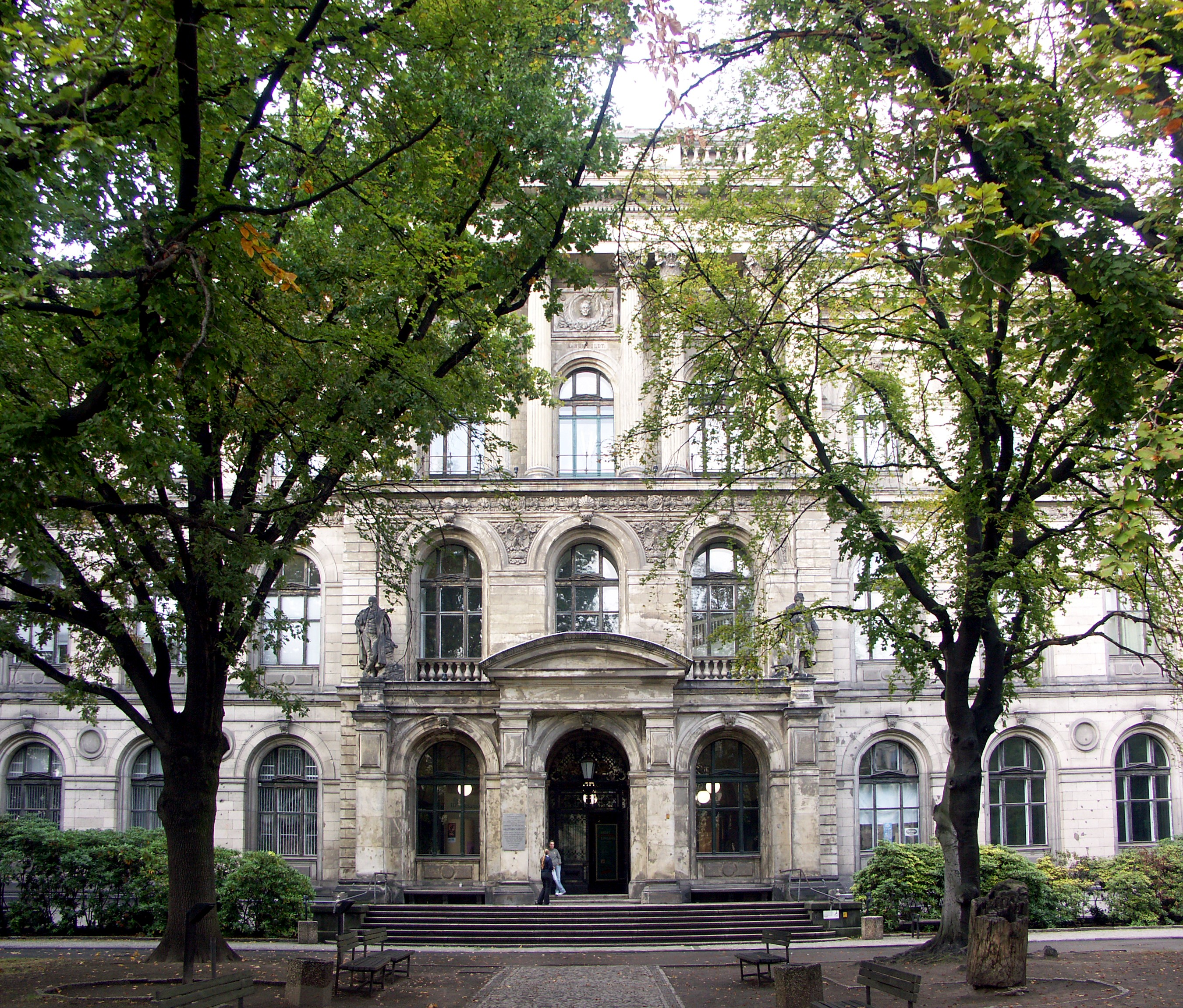
外観

## 概要
現在の正式名称は“Museum für Naturkunde - Leibniz-Institut für Evolutions- und Biodiversitätsforschung an der Humboldt-Universität zu Berlin”。訳すと“フンボルト大学ベルリンにある、ライプニッツ進化生物多様性研究所の自然博物館”となる。1810年創立のフリードリヒ・ヴィルヘルム大学（現在のフンボルト大学ベルリン）に付属の博物館であったが、2009年1月1日に大学から分離されライプニッツ学術連合に組み込まれた。
1909年にドイツ領東アフリカ（現在のタンザニア）で発掘されたブラキオサウルスの全身骨格を復元・展示している。